# Babaeski
Babaeski es una ciudad y distrito de la provincia de Kırklareli en la región del Marmara de Turquía. Tiene una población de 25.559 habitantes y la superficie total del distrito es de 652 km ².